# Lärmarme Kraftfahrzeuge (Österreich)

Plakette für lärmarme Kraftfahrzeuge

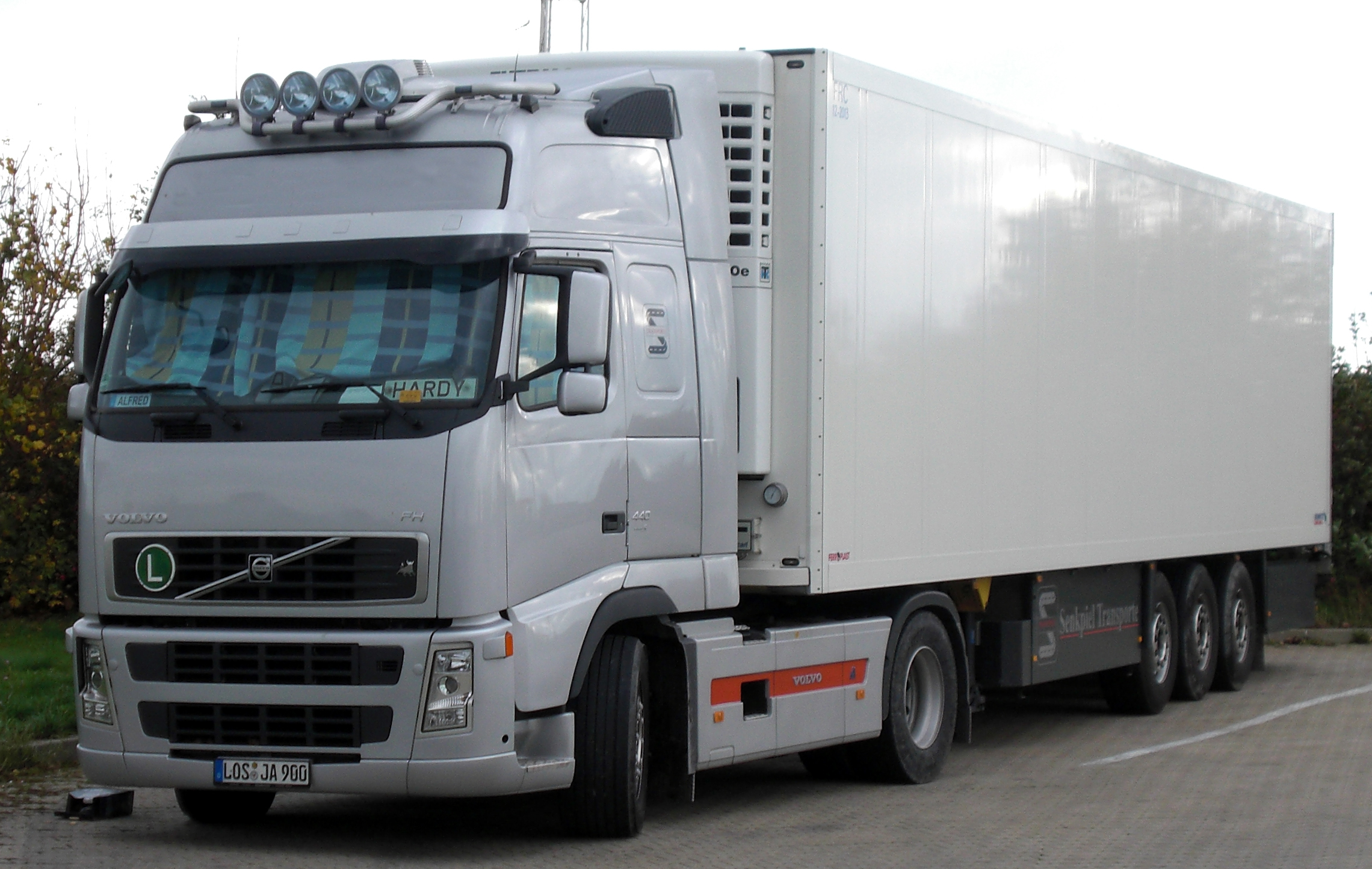
LKW mit grüner „L“-Plakette

Als lärmarme Kraftfahrzeuge gelten in Österreich gemäß § 8b Absatz 1 KDV (g. g. f. i. V. m. Absatz 4a) alle Kraftfahrzeuge mit einer bauartbedingten Geschwindigkeit von mehr als 50 km/h und einem maximal zulässigen Gesamtgewicht von mehr als 3,5 t, bei dem
1. der Schallpegel des Fahrgeräusches und des Motorbremsgeräusches
a) bei einer Motorleistung von unter 150 kW 78 dB(A) nicht überschreitet
b) bei einer Motorleistung von über 150 kW 80 dB(A) nicht überschreitet
2. der höchste Wert des Schallpegels des Druckluftgeräusches 72 dB(A) nicht überschreitet.
Gemäß § 8b Absatz 5 KDV sind Kraftfahrzeuge, welche diese Voraussetzungen erfüllen, neben der vorderen Kennzeichentafel mit einer kreisrunden grünen Tafel mit mindestens 20 cm Durchmesser, weißem Rand und dem lateinischen Buchstaben L in dauernd gut lesbarer und unverwischbarer weißer Schrift zu kennzeichnen. Die Tafel muss nach dem Muster der Anlage 5c zur KDV ausgeführt sein. Es sind auch Ausführungen der Tafel mit einem Durchmesser von 15 cm zulässig. Bei diesen Versionen betragen die Abmessungen des Buchstaben L in Abweichung zur Anlage 5c 85 mm Höhe, 55 mm Breite und 12 mm Strichstärke.
Der Sinn dieser Kennzeichnungen ist, Fahrzeuge mit Sonderrechten (Erleichterungen beim Befahren bestimmter Straßen oder Ortsteilen, Ausnahmen vom Sonn- und Feiertagsfahrverbot, Steuererleichterungen u. ä.) bereits visuell leicht zu erkennbar zu machen, wodurch sie insbesondere der Erleichterung bei Grenzkontrollen oder Verkehrsüberwachungen dienen.
Regelungen zu lärmarmen LKWs gibt es in Österreich seit 1989; seit 1996 müssen die zugehörigen Grenzwerte auch von allen in der Europäischen Union neu zugelassenen LKWs eingehalten werden. LKWs mit einem „L-Schild“ sind vom LKW-Nachtfahrverbot (zwischen 22:00 und 05:00 Uhr – siehe StVO), ausgenommen. Da die Anforderungen für das „L-Schild“ höher als die deutschen Regelungen sind, wird die entsprechende deutsche Kennzeichnung („G-Schild“) in Österreich nicht anerkannt.